# Dekan (visoravan)
Visoravan Dekan je geološki najstariji dio Azije uz Srednjosibirsko visočje i Arapsku ploču. To su ostaci prekambrijiskih štitova koji su radom egzogenih sila zaravnjeni i sniženi.
Nalazi se na jugu Indije.